# Xã Prairie Creek, Quận Nance, Nebraska
Xã Prairie Creek (tiếng Anh: Prairie Creek Township) là một xã thuộc quận Nance, tiểu bang Nebraska, Hoa Kỳ. Năm 2010, dân số của xã này là 153 người.